# Восці
Восці (рос. Восцы) — присілок в Торжоцькому районі Тверської області Російської Федерації.
Населення становить 87 осіб. Входить до складу муніципального утворення Большесвятцовське сільське поселення.

## Історія
Від 2005 року входить до складу муніципального утворення Большесвятцовське сільське поселення.

## Населення
| 2010 |
| ---- |
| 87   |